# Maxim Babanin
Maxim Igorewitsch Babanin est un boxeur russe né le 7 octobre 1988.

## Carrière
Sa carrière amateur est principalement marquée par une médaille de bronze remportée aux championnats d'Europe de 2017 dans la catégorie des poids super-lourds et une médaille de bronze remportée aux championnats du monde 2019 dans la même catégorie.

## Palmarès

### Championnats du monde
- Médaille de bronze en +91 kg en 2019 à Iekaterinbourg, Russie

### Championnats d'Europe
- Médaille de bronze en +91 kg en 2017 à Kharkiv, Ukraine